# Hintere Tormäuer
Hintere Tormäuer är en ravin i Österrike.   Den ligger i förbundslandet Niederösterreich, i den östra delen av landet, 90 km väster om huvudstaden Wien. Hintere Tormäuer ligger 712 meter över havet.
Terrängen runt Hintere Tormäuer är huvudsakligen kuperad. Hintere Tormäuer ligger nere i en dal. Runt Hintere Tormäuer är det ganska glesbefolkat, med 48 invånare per kvadratkilometer.. Närmaste större samhälle är Scheibbs, 19,2 km norr om Hintere Tormäuer. 
I omgivningarna runt Hintere Tormäuer växer i huvudsak blandskog.